# Скеля святого явлення
Скеля святого Явлення — надводна скеля у вигляді острівця за 1,5 км на схід від краю мису Фіолент і за 140 м від берега Яшмового пляжу у Бахчисарайському районі Автономної Республіки Крим.
Назву отримала від того, що за переказами тут близько 891 року грецьким рибалкам, що зазнали корабельної аварії, явився Святий Юрій, а на скелі нібито була знайдена його ікона, і в тому ж році на узбережжі засновано Свято-Георгіївський монастир. Інші назви скелі — скеля Георгія, Георгіївська скеля.
1891 року на скелі було встановлено хрест із білого мармуру, який був зруйнований у 1920-ті роки.
14 вересня 1991 року в Свято-Микільській церкві (на Братському кладовищі в Севастополі) був освячений новий семиметровий металевий хрест, який при підтримці Чорноморського флоту Російської Федерації був встановлений на скелі святого Явлення.